# 拉加亚尔德
拉加亚尔德（法語：La Gaillarde，法語發音：[la ɡajaʁd]）是法国滨海塞纳省的一个市镇，属于迪耶普区。

## 地理
拉加亚尔德（49°50'9"N, 0°51'36"E）面积7.78 平方千米，位于法国诺曼底大区滨海塞纳省，该省份为法国北部沿海省份，其西部及北部濒大西洋英吉利海峡，东起顺时针与索姆省、瓦兹省、厄尔省和卡爾瓦多斯省接壤。
与拉加亚尔德接壤的市镇（或旧市镇、城区）包括：昂然、格吕谢圣西梅翁、格尔、吕讷赖、旧圣皮埃尔。

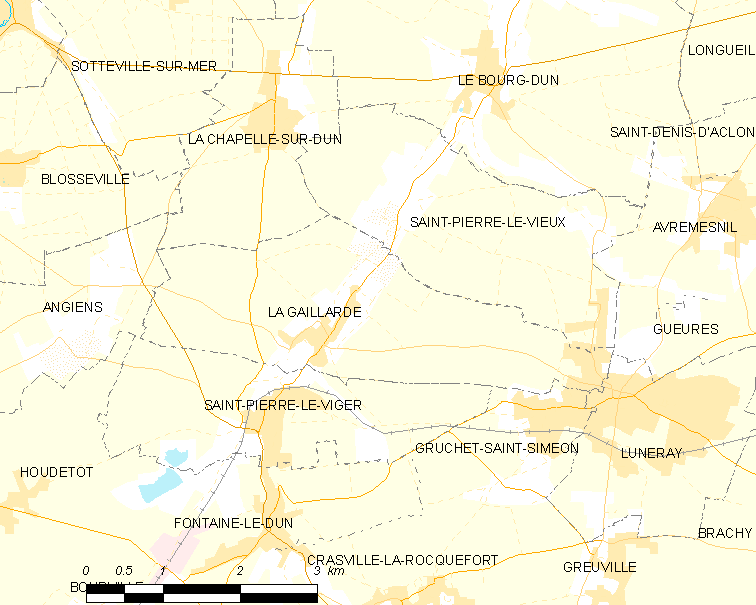
拉加亚尔德的OSM定位图

拉加亚尔德的时区为UTC+01:00、UTC+02:00（夏令时）。

## 行政
拉加亚尔德的邮政编码为76740，INSEE市镇编码为76294。

## 政治
拉加亚尔德所属的省级选区为科地区圣瓦勒里县。

## 人口

1962-2008年间拉加亚尔德人口变化图示

拉加亚尔德于2022年1月1日时的人口数量为377人。